# Tomatarella markli
Tomatarella markli is een insect uit de familie van de mierenleeuwen (Myrmeleontidae). Deze behoort tot de orde van de netvleugeligen (Neuroptera). 
Tomatarella markli is voor het eerst wetenschappelijk beschreven door Kimmins in 1952.